# 빅토리아 국제공항
 빅토리아 국제공항(영어: Victoria International Aorport)은 캐나다 브리티시컬럼비아주 빅토리아에 있는 국제공항이다.

## 운항 노선
| 항공사                   | 도착지                                                          |
| ------------------------ | --------------------------------------------------------------- |
| 에어 캐나다 익스프레스   | 밴쿠버, 캘거리 계절편: 에드먼턴                                 |
| 에어 캐나다 루즈         | 토론토(피어슨) 계절편: 몬트리올(트뤼도)                         |
| 에어 트랜샛              | 계절편: 캉쿤, 푸에르토발라르타                                  |
| 에어 노스                | 밴쿠버, 켈로나, 화이트호스                                      |
| 웨스트제트               | 에드먼턴, 캘거리 계절편: 캉쿤, 토론토(피어슨), 푸에르토발라르타 |
| 웨스트제트 인코어        | 에드먼턴, 캘거리, 밴쿠버, 켈로나                                |
| 플레어 항공              | 계절편: 에드먼턴                                                |
| 선윙 항공                | 계절편: 산호세델카보, 푸에르토발라르타, 후아툴코                |
| 아일랜드 익스프레스 에어 | 나나이모, 어봇츠포드, 토피노                                    |
| 노스스타 에어 투어즈     | 이스트사운드, 프라이데이하버                                    |
| 퍼시픽 코스탈 항공       | 밴쿠버, 켈로나, 크랜브루크, 프린스조지                          |
| 델타 커넥션              | 시애틀(터코마)                                                  |
| 알래스카 항공            | 시애틀(터코마)                                                  |